# Werner Sombart

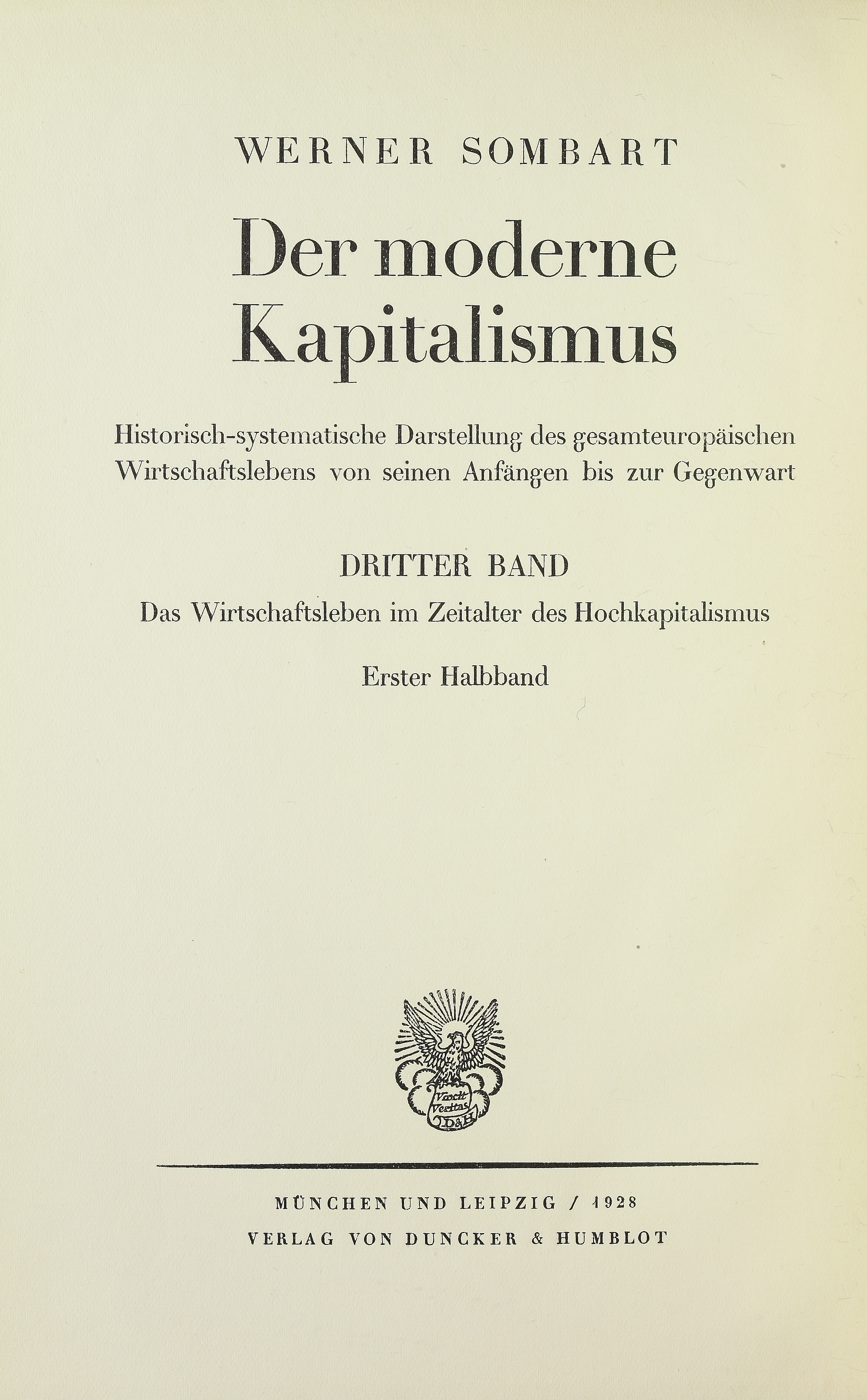
Wirtschaftsleben im Zeitalter des Hochkapitalismus, 1928

Werner Sombart (n. 19 ianuarie 1863, Ermsleben⁠(d), Saxonia-Anhalt, Germania – d. 18 mai 1941, Berlin, Germania Nazistă) a fost un economist și sociolog german.